# Deutsches Zentrum für Herz-Kreislauf-Forschung
Das Deutsche Zentrum für Herz-Kreislauf-Forschung e. V. (ⓘ; DZHK) gehört zu den Deutschen Zentren der Gesundheitsforschung, die der Verbesserung der Vorsorge, der Diagnose und der Behandlung von Volkskrankheiten verpflichtet sind. Es wurde 2011 auf Initiative des Bundesministeriums für Bildung und Forschung (BMBF) gegründet und wird zu 90 Prozent vom Bund und zu 10 Prozent von denjenigen Ländern gefördert, in denen seine Mitgliedseinrichtungen ihren Sitz haben. Ziel aller acht Deutschen Zentren der Gesundheitsforschung ist es, Ergebnisse aus der Grundlagenforschung schneller in die klinische Anwendung zu bringen.

## Organisation
Mitglieder sind 28 Partnereinrichtungen.
Wichtigstes und oberstes Vereinsorgan ist die zweimal jährlich tagende Mitgliederversammlung, in der alle grundsätzlichen Beschlüsse getroffen werden, dazu gehören die strategische Ausrichtung, Veränderungen in der Vereinsstruktur, Aufnahme neuer DZHK Principal Investigators (Leitende Wissenschaftler) und der Wirtschafts- und Investitionsplan des Zentrums.
Der Vorstand berät über die strategische Ausrichtung und vertritt das Zentrum nach außen. Vorstandssprecherin ist Stefanie Dimmeler.
Im Research Coordinating Committee (RCC) sind alle Standorte vertreten. Das RCC ist ein die Mitgliederversammlung beratendes und vorbereitendes Gremium, kann aber auch als „erweiterter Vorstand“ verstanden werden.
Der international besetzte wissenschaftliche Beirat berät das DZHK in seiner wissenschaftlichen Ausrichtung und strategischen Entwicklung.
Die Kommission der Zuwendungsgeber (KdZG) ist das Austauschgremium des Zentrums mit den Zuwendungsgebern, also mit dem BMBF und den zehn Sitzländern (Baden-Württemberg, Bayern, Berlin, Brandenburg, Hamburg, Hessen, Mecklenburg-Vorpommern, Niedersachsen, Rheinland-Pfalz und Schleswig-Holstein). In strategischen sowie wesentlichen finanziellen, organisatorischen und personellen Fragen sind Vorstand und Mitgliederversammlung verpflichtet, die Zustimmung der Kommission der Zuwendungsgeber einzuholen.
Die Geschäftsstelle befindet sich in Berlin. Im Mittelpunkt der Arbeit der Geschäftsstelle steht die Unterstützung des Vorstands bei der Koordination der wissenschaftlichen Zusammenarbeit im DZHK.
- Das am Max-Delbrück-Centrum angesiedelte DZHK-Fördermittelmanagement ist für die administrative Bewilligung der Projekte zuständig, begleitet die Durchführung und prüft die Verwendungsnachweise.
- Die Standortmanager koordinieren die Aktivitäten der sieben Standorte des DZHK und sind zugleich dezentrale Mitarbeiter der Geschäftsstelle.
- Die Mitarbeiterinnen und Mitarbeiter des Vereinsmanagements unterstützen DZHK-Organe- und Gremien bei strategischen Diskussionen, der Entwicklung von Förderprogrammen und in der Öffentlichkeitsarbeit. Außerdem koordinieren sie präklinische und klinische Studien, die klinische Forschungsplattform und die Nachwuchsförderung.

## Standorte
Das DZHK hat bundesweit sieben Standorte, die sich jeweils aus ein bis sieben Partnereinrichtungen zusammensetzen:

### Berlin
- Charité - Universitätsmedizin Berlin
- Max-Delbrück-Centrum für Molekulare Medizin in der Helmholtz-Gemeinschaft (MDC)
- Deutsches Herzzentrum Berlin (DHZB)
- Bundesrepublik Deutschland, vertreten durch das
  - Bundesministerium für Gesundheit (BMG)
  - Robert Koch-Institut (RKI)
- Deutsches Institut für Ernährungsforschung Potsdam-Rehbrücke (DIfE)

### Göttingen
- Universitätsmedizin Göttingen der Georg-August-Universität Göttingen
- Deutsches Primatenzentrum GmbH – Leibniz-Institut für Primatenforschung
- Max-Planck-Institut für Biophysikalische Chemie
- Max-Planck-Institut für Dynamik und Selbstorganisation
- Max-Planck-Institut für Experimentelle Medizin

### Greifswald
- Universitätsmedizin Greifswald

### Hamburg/Kiel/Lübeck
- Universitätsklinikum Hamburg-Eppendorf-Cardiovascular Research Center Hamburg
- Universität zu Lübeck
- Christian-Albrechts-Universität zu Kiel
- Asklepios Klinik St. Georg, Hamburg

### Heidelberg/Mannheim
- Ruprecht-Karls-Universität Heidelberg
  - Universitätsklinikum Heidelberg
  - Universitätsklinikum Mannheim GmbH – Medizinische Fakultät Mannheim der Universität Heidelberg
- Deutsches Krebsforschungszentrum (DKFZ)
- EMBL Heidelberg – The European Molecular Biology Laboratory

### München
- Technische Universität München (TUM)
  - Klinikum rechts der Isar (MRI)
- Ludwig-Maximilians-Universität München (LMU)
  - Klinikum der Universität München (KUM)
- Deutsches Herzzentrum München (DHM)
- Helmholtz-Zentrum München – Deutsches Forschungszentrum für Gesundheit und Umwelt (HMGU)
- Max-Planck-Institut für Biochemie

### RheinMain
- Johann Wolfgang Goethe-Universität Frankfurt am Main
- Max-Planck-Institut für Herz- und Lungenforschung, Bad Nauheim
- Kerckhoff-Klinik GmbH, Bad Nauheim
- Universitätsmedizin der Johannes Gutenberg-Universität Mainz

## Forschung
Im DZHK werden aktuelle Ergebnisse der Grundlagenforschung in neue Diagnoseverfahren und Behandlungsstrategien für die betroffenen Patienten überführt und neue Behandlungsleitlinien erstellt.
In acht Forschungsprogrammen arbeiten die Wissenschaftler standortübergreifend zusammen.
Die Programme widmen sich den folgenden Themen:
- Gefäßerkrankungen
- Erbliche und entzündliche Herzerkrankungen
- Herzinsuffizienz
- Herzrhythmusstörungen
- Kardiovaskuläre Prävention
- Bildgebende Verfahren des Herzens
- Wissenschaftliche Infrastruktur
- Soziale Infrastruktur

Neben der Zusammenarbeit in den Forschungsprogrammen gibt es „Kooperative Forschungsinitiativen“, bei denen alle Standorte des Zentrums kooperieren und die auch Mittel für die Zusammenarbeit mit Wissenschaftlern außerhalb des DZHK bereitstellen.

## Finanzierung
Das DZHK wird zu 90 Prozent mit Mitteln des Bundesministeriums für Bildung und Forschung gefördert. Die verbleibenden zehn Prozent erhält jede DZHK-Partnereinrichtung von ihrem jeweiligen Bundesland.